# 何龍庭
何龍庭（1918年—1991年） 一名榮廷，字噓雲，江西省萍鄉縣人，中華民國陸軍預備役少將。曾任國防部第二廳第三處處長、臺灣省保安司令部保安處處長。因其於民國四十四至四十六年間擔任保安處處長，被促轉會任務總結報告列入〈軍事審判與政治案件偵辦之機關決策首長與官員名單〉。

## 生平
生於江西萍鄉老關渡口村。屬於萍鄉老關何氏家族，譜名藻按，與中共早期領導人凱豐（何克全，譜名藻其）為遠堂兄弟。曾就讀萍鄉縣立初中（今萍鄉中學）、長沙廣益中學、中央軍官學校十三期步科、陸軍大學廿期。
曾任陸軍第五軍（軍長杜聿明）迫砲連上尉連長、司令部參謀處少、中校參謀、傘兵總隊（司令馬師恭）第十九隊中校隊長、國防部第二廳（時廳長侯騰）三處科長、上校處長、臺灣省保安司令部保安處上校處長。參與崑崙關戰役、遠征緬甸、豫魯皖蘇邊區剿共等。